# بینته
بینته (به ایتالیایی: Beinette) یک کومونه در ایتالیا است که در استان کونیو واقع شده‌است.

## خصوصیات
بینته ۱۷٫۴ کیلومترمربع مساحت و ۲٬۸۹۸ نفر جمعیت دارد.